# Space.com
Space.com este un website de știri despre astronomie și științe spațiale. Articolele publicate pe acest site sunt adesea preluate în alte publicații mass media, inclusiv CNN, MSNBC, Yahoo! și USA Today.
Space.com a fost înființat de prezentatorul CNN Lou Dobbs împreună cu Rich Zahradnik, în iulie 1999. La acea vreme, Dobbs deținea o bună parte din companie și a plecat neașteptat de la CNN în același an, devenind chief executive officer la Space.com.
Compania a avut dificultăți în a deveni profitabilă în primii ani, iar după explodarea bubble-ului dot-com la începutul anilor 2000, a existat impresia că se va prăbuși. Cofondatorul Rich Zahradnik a demisionat din postul de președinte la mai puțin de două luni după începutul funcționării; fosta astronaută Sally Ride i-a luat locul, dar s-a retras în septembrie 2000. Pe măsură ce s-a extins, compania a achiziționat și alte site-uri web, cum ar fi Starport.com și Explorezone.com. A achiziționat și Sienna Software (compania ce producea software-ul Starry Night) și Space News. Deși a crescut puțin, Space.com nu a reușit niciodată să îndeplinească speranțele lui Dobbs și în 2001, el s-a întors la CNN. El a rămas în consiliul de administrație și este acționar minoritar.
Space.com s-a bucurat de participarea mai multor personalități ale științelor spațiale, Neil Armstrong, Alexei Leonov, Eugene A. Cernan, și Thomas Stafford. În 2003, a primit Premiul pentru Jurnalism Online pentru Știri Actuale pentru relatarea prăbușirii navetei spațiale Columbia.
În mai 2004, compania părinte a lui Space.com și-a schimbat numele din Space.com în Imaginova. A continuat să susțină site-ul Space.com lansând și alte site-uri, cum ar fi LiveScience.com și achiziționând și alte branduri din domeniul spațial și științific.